# Paul Mérault Monneron
Pour les articles homonymes, voir Monneron.
Paul Mérault Monneron, ou de Monneron, est un officier du génie et ingénieur français, né le 23 février 1748 à Annonay (Ardèche) et mort en mai 1788 à Vanikoro.
Il fut membre de l'expédition de La Pérouse (1er août 1785-1788).

## Contexte
Son frère aîné Charles Claude Ange Monneron fut député aux États généraux de 1789, pour la Sénéchaussée d'Annonay, ses frères Louis Monneron (1742-1805) et Pierre Antoine Monneron (1747-1801) furent respectivement députés de l'Assemblée constituante pour les Indes orientales et pour l'Île de France. Auparavant, Pierre-Antoine avait fait, en 1769-1770, un voyage autour du monde, en qualité de subrécargue, sur le vaisseau le Saint-Jean-Baptiste commandé par M. de Surville. Un autre frère, Joseph François Augustin Monneron (1756-1826) fut député de Paris à l'Assemblée législative et donna sa démission en 1792. Sous le Directoire, Augustin Monneron devint Directeur général de la Caisse des comptes courants. Il fit banqueroute en 1798.

## Biographie
Entré à l'École du génie de Mézières, reçu ingénieur le 1er janvier 1770, il est d'abord affecté en France, successivement à Briançon et Saint-Omer.
Le comte d'Arbaud le choisit en 1778 comme ingénieur de la Guadeloupe, à la place du sieur Raillé, parti pour la Dominique nouvellement conquise. Il assure si bien toutes les tâches qu'on lui confie, qu'en 1779 d'Arbaud demande à le garder à la place du sieur Vidal d'abord choisi,.
En mai 1782 le maréchal de Ségur, ministre de la Guerre, « prête » Monneron à la Marine pour l'Expédition de la baie d'Hudson. Monneron embarque donc sur le Sceptre, commandé par La Pérouse ; il participe à toute l'action, débarque avec les troupes et leur trace « à la boussole un chemin dans les bois et dans les marais ». À l'issue de cette campagne, il demande un congé, mais envisage de reprendre ensuite du service, de préférence dans les colonies et pour le ministère de la Marine et des Colonies. 

### Sa participation à l'expédition de La Pérouse

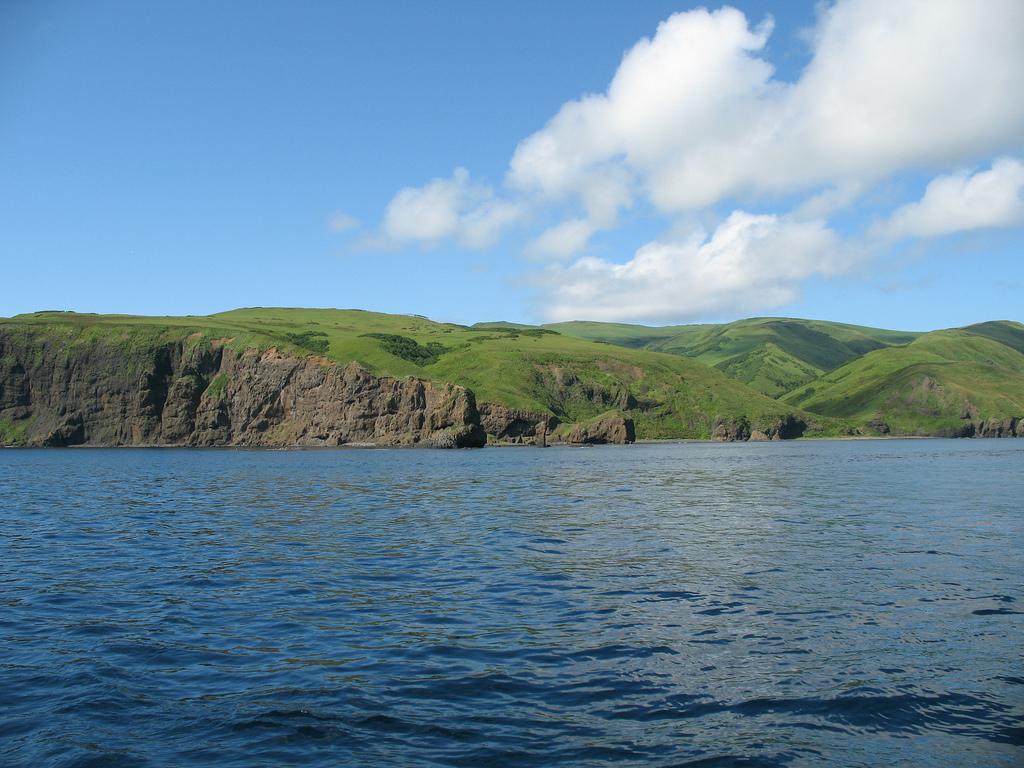
L'île Monneron, dans la mer du Japon, dont Paul Mérault Monneron est le découvreur lors de l'expédition Lapérouse.

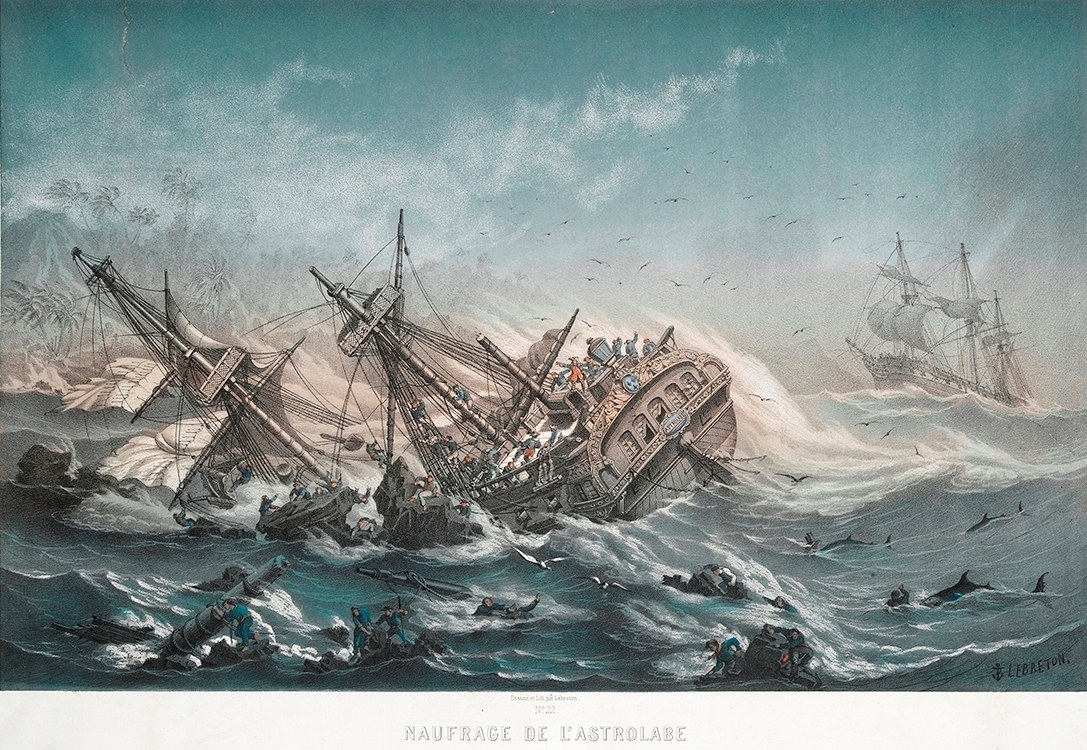
Le naufrage de L’Astrolabe et de La Boussole dans lequel disparait Paul Mérault Monneron en 1788.

La Pérouse le propose à Fleurieu comme ingénieur en chef de l'expédition de découvertes, car « un tel caractère joint à des conoissances est ce qui convient ». Au début de l'année 1785, Monneron passe le congé dont il bénéficie à Paris, en attendant son ordre d'embarquement pour l'Inde : La Pérouse propose de l'emmener avec lui pour sa campagne de découvertes dans l'océan Pacifique. 
Au retour, Monneron serait déposé à l'île de France pour reprendre son service aux colonies, comme il le désirait.
Tout autant que pour le choix de de Langle, La Pérouse manifeste le plus grand désir de voir ratifier sa proposition par le ministre avant de demander à Monneron son assentiment, qui selon lui ne saurait manquer. Il obtient satisfaction avec l'engagement, le 28 mai, de Monneron, en qualité d'ingénieur en chef sur le bâtiment que doit monter M. de La Pérouse.
La mission que La Pérouse lui confie en Angleterre, afin de préparer l'expédition, montre bien les traits marquants de sa personnalité : son caractère sociable lui attire confiance et confidences ; curieux de tout, il sait retenir une foule de détails intéressants de ses conversations avec John Webber.
Monneron est choisi, comme les officiers de marine et les équipages de la Boussole et de l'Astrolabe, par les capitaines eux-mêmes. Ces derniers se reposent donc entièrement sur ces hommes qu'ils appréciaient.
Extraits du Journal de La Pérouse:
- Pendant les préparatifs du voyage[7].

- le 30 août 1785 au matin à Ténériffe[8].

- le 18 octobre 1785 Ile-de-La-Trinité[9].

- le 9 novembre 1785 Ile Sainte-Catherine[10]

Extraits des observations de Paul Monneron:
... de M. de Monneron, capitaine au corps du génie, embarqué en qualité d'Ingénieur en chef dans l'expédition de M. de La Pérouse.
- Île de la Trinité[11].

- îles Sandwich.'[12]

- Baie des français[13]

Au cours de l'expédition, il découvrit une île dans la mer du Japon, qui fut baptisée île Monneron.
Aujourd'hui, un pétrolier, un hôtel et... aussi une vodka fameuse perpétuent également le nom de l'ingénieur.
Paul Mérault Monneron disparait en 1788 avec tous les membres de l'expédition dans le naufrage des navires sur l'île de Vanikoro.